# Pečora (fiume)
La Pečóra o Peciora (in russo Печо́ра?; in komi Печӧра, Pečöra; in nenec Санэроˮ яха, Sanėroˮ jaxa) è un fiume della Russia europea settentrionale, tributario del Mar Glaciale Artico e sfocia nella baia della Pečora, un golfo del mare della Pečora.

## Percorso
Nasce dal versante occidentale degli Urali settentrionali, all'estremità sudorientale del territorio della Repubblica dei Komi. Scorre dapprima con direzione mediamente occidentale, nella loro zona pedemontana; curva successivamente verso nord, entrando in una vasta zona pianeggiante spesso interessata da paludi, ricevendo in successione, fra gli altri, gli affluenti Ilyč, Ščugor e Usa dalla destra, Un'ja, Severnaja Mylva, Kožva e Lyža da sinistra. Tocca, in questo tratto, i centri di Troicko-Pečorsk, Vuktyl e Pečora, il maggiore centro urbano del suo corso.
A valle della confluenza della Usa, il fiume volge il suo corso nuovamente in direzione occidentale, ricevendo la Laja dalla destra e la Ižma da sinistra; dopo la confluenza della Pižma e della Cil'ma compie una brusca svolta di circa 90° dirigendosi nuovamente verso nord, formando numerosi rami morti e bracci laterali; segna in questo tratto il confine fisico fra i monti Timani e la vasta zona pianeggiante della Bol'šezemel'skaja Tundra (tundra della grande terra). Riceve l'affluente Ërsa, taglia dopo pochi chilometri il Circolo polare artico, riceve successivamente la Kuja e la Šapkina da destra e la Sula da sinistra e, superato il piccolo centro di Oksino, prende direzione nordorientale prima di sfociare, presso Nosovaja, nel golfo omonimo, parte del più ampio mare della Pečora, non lontano dalla cittadina di Nar'jan-Mar.

## Regime
Il fiume è bloccato dai ghiacci per lunghi periodi, all'incirca da fine ottobre - primi di novembre a maggio (primi di giugno nel basso corso); la tarda primavera vede il disgelo e un grosso aumento di portata, che fa sì che in questa breve stagione venga scaricato il 60% della portata annua che, alla foce, è di circa 130 km³.
La Pečora è navigabile per quasi tutta la sua lunghezza, fino a Troicko-Pečorsk; nelle stagioni di massima portata (tarda primavera e inizio autunno), si può arrivare ancora più a monte fino a Ust'-Un'ja. Le navi oceaniche possono invece risalire il suo corso per 110 km a monte della foce fino a Nar'jan-Mar.

## Idrometria
La portata del fiume Pečora è stata misurata per 48 anni, con discontinuità nel periodo 1916-1945 e 1980-1998, nei pressi della cittadina di Oksino, a circa 141 km dalla foce. L'area di drenaggio a monte dal punto di misura è pari a 312.000 km², circa il 97% del bacino idrografico del fiume.
La portata media nel corso dell'anno, nel periodo in esame, si attesta a 4 379 m³/s, distribuita nei vari mesi come da grafico seguente:
Portata m³/s

### Affluenti
| Fiume           | Lunghezza | Provenienza idrografica | Distanza dalla foce |
| --------------- | --------- | ----------------------- | ------------------- |
| Kuja            | 186 km    | destra                  | 48 km               |
| Sula            | 353 km    | sinistra                | 188 km              |
| Šapkina         | 499 km    | destra                  | ... km              |
| Sėdz'va         | 215 km    | destra                  | 267 km              |
| Ërsa            | 206 km    | destra                  | 291 km              |
| Cil'ma          | 374 km    | sinistra                | 415 km              |
| Pižma           | 283 km    | sinistra                | 419 km              |
| Nerica          | 203 km    | sinistra                | 451 km              |
| Ižma            | 531 km    | sinistra                | 455 km              |
| Laja            | 332 km    | destra                  | 687 km              |
| Usa             | 565 km    | destra                  | 754 km              |
| Lyža            | 223 km    | sinistra                | 792 km              |
| Kožva           | 194 km    | sinistra                | 808 km              |
| Ščugor          | 300 km    | destra                  | 1 037 km            |
| Podčer'e        | 178 km    | destra                  | 1 100 km            |
| Vuktyl          | 128 km    | destra                  | 1 110 km            |
| Lem"ju          | 197 km    | sinistra                | 1 140 km            |
| Vel'ju          | 173 km    | sinistra                | 1 288 km            |
| Severnaja Mylva | 213 km    | sinistra                | 1 360 km            |
| Ilyč            | 411 km    | destra                  | 1 400 km            |
| Un'ja           | 163 km    | sinistra                | 1 643 km            |

## Ambiente
Nell'alto bacino della Pečora, intorno alla confluenza in essa dell'affluente Ilyč, è situata la riserva naturale Pečoro-Ilyčskij, che costituisce la zona centrale della foresta vergine di Komi, uno dei patrimoni mondiali dell'umanità.